# Сироваткова хвороба
Сиро́ваткова хвороба — системне алергічне захворювання, яке спричинює введення сироваток або препаратів із них та характеризується запальними ураженнями судин і сполучної тканини.
Більшість сироваток виготовляють з крові гіперімунізованих коней. Білки цих сироваток і є антигенами, які зумовлюють розвиток захворювання.

## Етіологія та патогенез
Хвороба є особливою формою анафілактичної реакції у людини, що виникає після введення сироватки, імунобіологічних препаратів або медикаментів через декілька днів, а іноді годин або хвилин у людей, сенсибілізованих попереднім введенням цих речовин. У деяких випадках вона виникає після однократного введення достатньо великої дози чужорідної сироватки, розвиваючись у строки, коли починається вироблення антитіл проти введенного антигенного матеріалу, з залишками якого й реагують антитіла, що утворилися.

## Симптоми
Симптоми хвороби зазвичай починають проявлятися через 7-12 днів (6-21) після введення алергену (сироватка, лікарські препарати). Укорочення латентного періоду частіше зустрічається при повторному введенні препарату в сенсибілізований організм. Феноменологія прояву синдрому різноманітна, але загалом можна виділити найхарактернішу симптоматику.
Ранніми ознаками можуть бути червоність, набрякання і свербіж в місцях ін'єкцій, що підтверджує IgG -подібний механізм включення процесу гістоліберації. Іноді ці явища можуть бути передвісниками розвитку за 1-2 дні загальних симптомів: збільшення лімфатичних вузлів, шкірних висипань, гіпертермії тіла, болів в суглобах. До генералізованого збільшення лімфовузлів спочатку розвивається регіональна до місця введення лімфаденопатія. При цьому звертають на себе увагу два важливі моменти: збільшення селезінки як її реакція у відповідь активної проанверацією і виробленням антитіл, а також можлива відсутність лімфаденопатій при розвитку ССХ на введення препаратів ряду пеніциліну.
Шкірні зміни є найчастішими (близько 90 %) при розвитку ССХ. Кропив'янка займає провідне місце в симптоматиці, хоча нерідкі випадки розвитку набряку Квінке, еритеми, папульозно-макулезного висипу. Виражений свербіж шкіри зазвичай передує явищам шкірних змін. Артралгії виявляються не більше ніж у половини хворих і можуть проявлятися повною картиною гострого артриту (набряк суглобів, червоність, випіт серозної рідини, що містить підвищену кількість поліморфно-ядерних гранулоцитів).
За тяжкістю розрізняють легку, середньотяжку та тяжку форми хвороби.
Проявляється свербінням, підвищенням температури тіла, головним болем, пітливістю, іноді нудотою, блюванням, болем у животі, уртикарним висипом та набряком Квінке, збільшенням лімфатичних вузлів, припухлістю та болючістю суглобів, тахікардією, артеріальною гіпотонією. Набряки слизових оболонок можуть супроводжуватися набряком гортані з можливою асфіксією.
Анафілактична форма сироваткової хвороби за своїм перебігом схожа на анафілактичний шок. При дослідженні крові — лейкопенія з відносним лімфоцитозом, нейтропенія, рідше лейкоцитоз з лейкопенією, підвищена ШОЕ. Можуть також спостерігатися ознаки вогнищевого гломерулонефриту з альбумінурією, циліндрурією та еритроцитурією. Явища гломерулонефриту проходять після зникнення провідних ознак хвороби.
Тривалість перебігу захворювання — від декількох днів до 2-3 тижнів.